# Bill Keene
Bill Keene (ur. 1 lipca 1926, zm. 5 kwietnia 2000) – amerykański prezenter i osobowość radiowa.

## Wyróżnienia
Posiada swoją gwiazdę na Hollywoodzkiej Alei Gwiazd.